# Rakastava

La suite Rakastava Op. 14 (en finnois, L'amant) est une composition musicale de Jean Sibelius, d'abord composée en 1893 comme une suite chorale a cappella pour voix d'hommes, puis arrangée en 1911 comme un petit poème symphonique pour orchestre à cordes, percussion et triangle.

## Analyse de l'œuvre
1. Rakastava (andante con moto (4/4 en fa majeur)
2. Rakastetun tie (le chemin de l'amant) allegretto (3/4 en si bémol majeur)
3. Hyvää iltaa ... Jää hyvästi (bonne nuit mon amour adieu) andantino (4/4 en fa majeur)

Dans leur album Landscape & Time, The King's Singers l'interprètent a cappella.